# هيبوليتو شينيا
هيبوليتو شينيا (1954 - 22 فبراير 2021) طبيب وسياسي من بيرو.

## السيرة الشخصية
ولد في بونو في 3 فبراير 1954. درس الطب البشري في جامعة سان أوغستين الوطنية في مدينة أريكويبا بين عامي 1973 و1985. ومنذ ذلك الحين عمل في مهنته في مدينة أريكويبا في مستشفيات الضمان الاجتماعي من 1988 إلى 2019.

## الحياة السياسية
حدثت أول مشاركة سياسية له في الانتخابات العامة لعام 2006 عندما ترشح للقوة الديمقراطية كمرشح للكونغرس عن مقاطعة أريكويبا دون الحصول على تمثيل. في الانتخابات البلدية في نفس العام قام بلترشح لرئاسة بلدية منطقة باوكارباتا دون جدوى. كما شارك في انتخابات 2018 الإقليمية كمرشح لمنصب حاكم منطقة أريكويبا عن الحركة الإقليمية المستقلة أريكويبا ميا دون الحصول على الفوز.
شغل منصب عضو في الكونغرس منذ عام 2020. وتوفي بسبب كوفيد 19 خلال الجائحة في بيرو.